# Carlo Maria Mariani
Carlo Maria Mariani (* 1931 in Rom; † 20. November 2021 in New York City) war ein italienischer Maler.

## Leben und Werk
Carlo Maria Mariani schloss 1955 ein Studium an der Accademia di Belle Arti di Roma ab und zählt zu den Vertretern der italienischen Transavantgarde. Er lebte und arbeitete in New York City. 1998 erhielt er den Antonio-Feltrinelli-Preis.
Bekannte Werke sind Sternbild des Löwen (1981) und Prophetische Allegorie (1982).

## Ausstellungen (Auswahl)

### Einzelausstellungen
- 1992: Utopia now! Mathildenhöhe Darmstadt, Darmstadt

### Gruppenausstellungen
- 2000: Die Gegenwart der Vergangenheit Bonner Kunstverein, Bonn
- 1997: Fragments of the body Frankfurter Kunstverein, Frankfurt
- 1984: A Different Climate Kunsthalle Düsseldorf, Düsseldorf
- 1982: documenta 8, Kassel